# Баглан (Кыргызстан)
Баглан (кирг. Баглан) — село в Ноокатском районе Ошской области Кыргызстана. Входит в состав Кулатовского айылного аймака.

## География
Село расположено в западной части области, на расстоянии приблизительно 30 километров (по прямой) к западо-юго-западу от города Ноокат, административного центра района. Абсолютная высота — 1225 метров над уровнем моря.

## Население
Согласно оценочным данным Национального статистического комитета Кыргызской Республики, численность населения села на начало 2023 года составляла 2004 человека.
| год     | 2009 | 2014 | 2015 | 2020 | 2021 | 2023 |
| ------- | ---- | ---- | ---- | ---- | ---- | ---- |
| человек | 2920 | 3125 | 3195 | 3578 | 1953 | 2004 |